# Halodiplosis caspicus
Halodiplosis caspicus är en tvåvingeart som beskrevs av Fedotova 1993. Halodiplosis caspicus ingår i släktet Halodiplosis och familjen gallmyggor.
Artens utbredningsområde är Kazakstan. Inga underarter finns listade i Catalogue of Life.